# Poltavska oblast
Poltavska oblast (ukrajinski: Полтавська область, Poltavs’ka oblast’, Poltavshchyna) administrativna je oblast koja se nalazi se u središnjoj Ukrajini. Upravno središte oblasti je grad Poltava.

## Zemljopis
Poltavska oblast ima ukupnu površinu 28.748 km2 te je šesta oblast po veličini, u njoj prema popisu stanovništva iz 2001. godine živi 1.630.100 stanovnika te je prema broju stanovnika 12. oblast po veličini u Ukrajini. 956.800 stanovnika živi u urbanim područjima, dok 673.300 stanovnika živi u ruralnim područjima.
Poltavska oblast graniči na zapadu s Kijevskom  i Čerkaškom oblasti, na sjeveru graniči sa Sumskom i Černigovskom oblast, a s Kirovogradskom oblasti graniči na jugozapadu.

## Stanovništvo
Ukrajinci su najbrojniji narod u oblasti i ima ih 1.481.100 što je 91,4 % ukupnoga stanovništva oblasti.
Ukrajinskim jezikom kao materinjim govori 90 % stanovništva što je za 4,1 % više nego prema popisu iz 1989. godine, dok ruskim jezikom kao materinjim govori 4,1 % stanovništva.

## Administrativna podjela
Poltavska oblast dijeli se na 25 rajona i 15 gradova od kojih njih pet ima viši administrativni stupanj, također oblast ima i 21 mali grad i 1831 naselje.

## Vanjske poveznice
- Službena stranica oblasti  Arhivirana inačica izvorne stranice od 10. svibnja 2012. (Wayback Machine)

### Ostali projekti
|  | Zajednički poslužitelj ima još gradiva o temi Poltavska oblast |